# Joe Coleman (baseball)
Pour les articles homonymes, voir Coleman.
Joseph Howard Coleman, né le 3 février 1947 à Boston et mort le 9 juillet 2025 à Jamestown (Tennessee), est un joueur américain de baseball.

## Biographie
Joseph Howard Coleman naît le 3 février 1947 à Boston.
Il remporte 142 matchs en 15 saisons de ligue majeure et est un All-Star en 1972 avec Detroit.
Joe Coleman meurt le 9 juillet 2025 à Jamestown.